# フェアリン
フェアリン（1993年2月5日 - ）は、日本の女性パチスロライター。『パチスロ攻略マガジン』所属。

## 略歴
千葉県木更津市出身。2014年にデビューし、以後、専門誌でライターを始める。
女性パチスロライターは、その容貌が取り沙汰されることが多い。フェアリンも同様にルックスでも注目されているが、パチスロに対する知識や勉強する姿勢、データ分析についても定評がある。
2017年6月に同業のパチスロライター松本バッチとの結婚を機に引退を宣言したが、2018年1月には現役復帰している。
2019年6月21日、『パチスロ攻略マガジン』にて松本バッチと離婚をしたことを発表。

## 人物
ペンネームは編集部員に横文字が多いことから、自身は長渕剛の曲から取った「シェリー」を念頭に置いたが却下され、妖精（フェアリー）と小倉優子（ゆうこりん）のイメージを足してフェアリンとなった。
音楽は長渕剛、戸川純、ヒカシュー、THEE MICHELLE GUN ELEPHANT、カネコアヤノ、never young beachなどジャンルを問わず幅広く聞く。峯田和伸のプロモーションビデオで見たことをきっかけに湊莉久に嫉妬し、セクシー女優に憧れたこともあった。

## デザイン
デザイナーを務めるアパレルブランド『Felilina』の立ち上げ。
イラスト、グラフィックに特化したユニセックスブランド。
カジュアル、ラグジュアリー、ストリート、サブカルチャー、ブランド内でのジャンルにはあえて囚われず、様々なコンセプトを題材にしたグラフィックやイラストをファッションを通して表現。
一部セレクトアイテムの販売。
また、自身でブランドのモデルも務める。

## その他活動
知り合いが運営しているフィリピンセブ島にて活動中のNPO法人セブンスピリットの音楽の練習に見学に行った際、子供たちが一生懸命練習している姿に感動して何か手伝える事は無いかと提案。その後しばらくして校舎移転の際、現地の子供たちと校舎に一緒に絵を書いたことがある。

## 出演

### テレビ番組
- 王庭伝説（テレビ埼玉）
- フェアリン・天野麻菜の#今日もワンチャン（2015年7月 - 、パチ・スロ サイトセブンTV）

### ネット配信番組
- フェアリンの好きにしてっ♪（2016年3月 - 、動画見放題パチマガスロマガTV）
- フェアスロ道（2016年9月 - 2017年10月、動画見放題パチマガスロマガTV）
- フェアリンの気ままにwith勝平（2017年3月 - 、動画見放題パチマガスロマガTV）
- ふぇあすろ新（2018年5月 - 、動画見放題パチマガスロマガTV）
- 踊る海ポコリン（2019年6月 - 三洋物産）
- 親バカ白書（2020年12月 - リレパチch）
- ブラマヨ吉田のガケっぱち!!（2022年1月 - KYORAKU CHANNEL）
- フェアリン＆フレンズ（2022年5月 - リレパチch）
- 炎上クイーン、フェアリンが全て喋る!!!（2022年11月 - ヤングちゃん、寝る?）
- ビビビっ！（2022年6月22日 - JANBARI.TV）
- 遊び行こうchannelの本気バトル第5弾!!（2023年3月 - 遊び行こうchannel　ユーコーラッキー公式）
- 天国か地獄か（2023年4月 - 777パチガブチャンネル）
- スロッター ～パチスロ演者たちの記録 ～（2023年4月 - 【公式】パラッツォチャンネル）
- 大勝ロマン（2023年5月 - JANBARI.TV）

### 機種紹介　実戦解説など
《藤商事公式》
- Pとある魔術の禁書目録 Light PREMIUM ver.《藤商事公式》
- Pどないやねん《藤商事公式》
- パチスロ 緋弾のアリアⅡ《藤商事公式》

《SANKYOFEVERTV》
- 【公式】初めてのパチンコ講座 第一章「台を選んで玉を借りよう」
- 【公式】初めてのパチンコ講座 第二章「実際に遊んでみよう」
- 【公式】初めてのパチンコ講座 第三章「景品に交換しよう」

実戦解説
- Pゴジラ対エヴァンゲリオン～G細胞覚醒～（パチマガスロマガ）

### パチスロ
- スロドル（2023年3月、コナミアミューズメント）[6]

### 映画
- 100秒の拳王 -ケンカバトルロワイアル-（2024年9月6日、SDP） - 木田美月 役[7]

## 漫画原案
- フェアリンにおまかせ！（パチスロ攻略マガジン）作画：藤波俊彦